# 魯德尼亞-拉多韋利西卡
51°10′26″N 27°53′51″E / 51.17389°N 27.89750°E
魯德尼亞-拉多韋利西卡（烏克蘭語：Рудня-Радовельська），是烏克蘭北部的村莊，隸屬日托米爾州的科羅斯滕區。該村始建於1900年，面積0.8平方公里，海拔高度190米，2001年人口93，人口密度每平方公里116.25人。